# دافيد موسير
دافيد موسير (24 مارس 1989 بثون في سويسرا - ) هو لاعب كرة قدم سويسري في مركز حراسة المرمى. لعب مع نادي ثون ونادي فينترتور.

## روابط خارجية
- دافيد موسير على موقع قاعدة بيانات كرة القدم.إي يو (الإنجليزية)
- دافيد موسير على موقع Soccerbase.com (لاعب) (الإنجليزية)
- دافيد موسير على موقع AS.com (الإسبانية)